# 交通安全週間
交通安全週間（こうつうあんぜんしゅうかん、英: Road Safety Week）は、集中的に交通安全思想の普及浸透を図るための啓発活動を行う期間のこと。
定まった日付に行われることは少なく、社会的に影響の大きい事故発生時や行事に合わせて行われることが多い。

## イギリス
毎年11月の第二週（月曜日から金曜日）。交通安全教育の普及と交通事故被害者及び遺族の支援を目的としたイギリスの慈善団体「Brake」が制定。

## 日本
毎年春（4月）と秋（9月）の年2回、各10日ずつ、全国交通安全運動として行われる。